# اچ‌ام‌اس هرینگ (۱۸۰۴)
اچ‌ام‌اس هرینگ (۱۸۰۴) (به انگلیسی: HMS Herring (1804)) یک کشتی بود که طول آن ۵۵ فوت ۲ اینچ (۱۶٫۸ متر) بود. این کشتی در سال ۱۸۰۴ ساخته شد.